# 1856 en droit
Cet article présente les faits marquants de l'année 1856 en droit.

## Événements
- États-Unis :
  - 18 août : Guano Islands Act, loi fédérale autorisant tout citoyen américain à prendre possession d'une île contenant des gisements de guano, si elle est inoccupée ou non soumise à la juridiction d'un autre gouvernement[1].
- France : 
  - Loi du 17 juillet 1856 portant sur les sociétés en commandite par actions et créant dans le droit des sociétés en France les premières infractions spéciﬁques au droit des affaires, comme les dividendes fictifs ou le rachat d'actions.
- Luxembourg : 
  - 30 novembre : publication de la Constitution du Grand-Duché de Luxembourg (abrogée le 25 octobre 1868.

## Naissances
- 19 février : Rudolf Stammler, juriste allemand, spécialiste de philosophie du droit († 25 avril 1938)
- 17 août : Maurice Hauriou, juriste français († 12 mars 1929)
- 25 septembre : Jean Servais, procureur général belge près la cour d'appel de Bruxelles, professeur de droit pénal et de procédure civile à l'Université libre de Bruxelles († 30 novembre 1946)
- 13 octobre : Marcel Fournier, historien français du droit († 15 mars 1907).

## Décès
- 8 août : Jean-Baptiste Roustain, juriste français (° 21 décembre 1804).
- 19 novembre : Xavier Jacquelart, jurisconsulte et professeur à l'ancienne université de Louvain  puis à l'Université d'État de Louvain (° 15 janvier 1767).